# Lim Su-jeong
Lim Su-jeong (임수정?; 20 agosto 1986) è una taekwondoka sudcoreana.

## Palmarès

### Olimpiadi
- 1 medaglia:
  - 1 oro (Pechino 2008 nei 57 kg)

### Mondiali
- 2 medaglie:
  - 1 oro (Copenaghen 2009 nei pesi leggeri)
  - 1 bronzo (Gyeongju 2011 nei pesi piuma)

### Giochi asiatici
- 1 medaglia:
  - 1 oro (Busan 2002 nei pesi mosca)

### Universiadi
- 1 medaglia:
  - 1 oro (Bangkok 2007 nei pesi piuma)